# Sobornyj-Prospekt
Koordinaten: 47° 50′ 42″ N, 35° 7′ 42″ O
Der Sobornyj-Prospekt (ukrainisch Проспект Соборний/Prospekt Soborni; russisch Проспект Соборный) in der ukrainischen Stadt Saporischschja ist eine der längsten innerstädtischen Straßen in Europa.
Zwischen dem 4. Januar 1952 und 2016 war der Prospekt nach dem kommunistischen Politiker Wladimir Iljitsch Lenin benannt.

## Geschichte

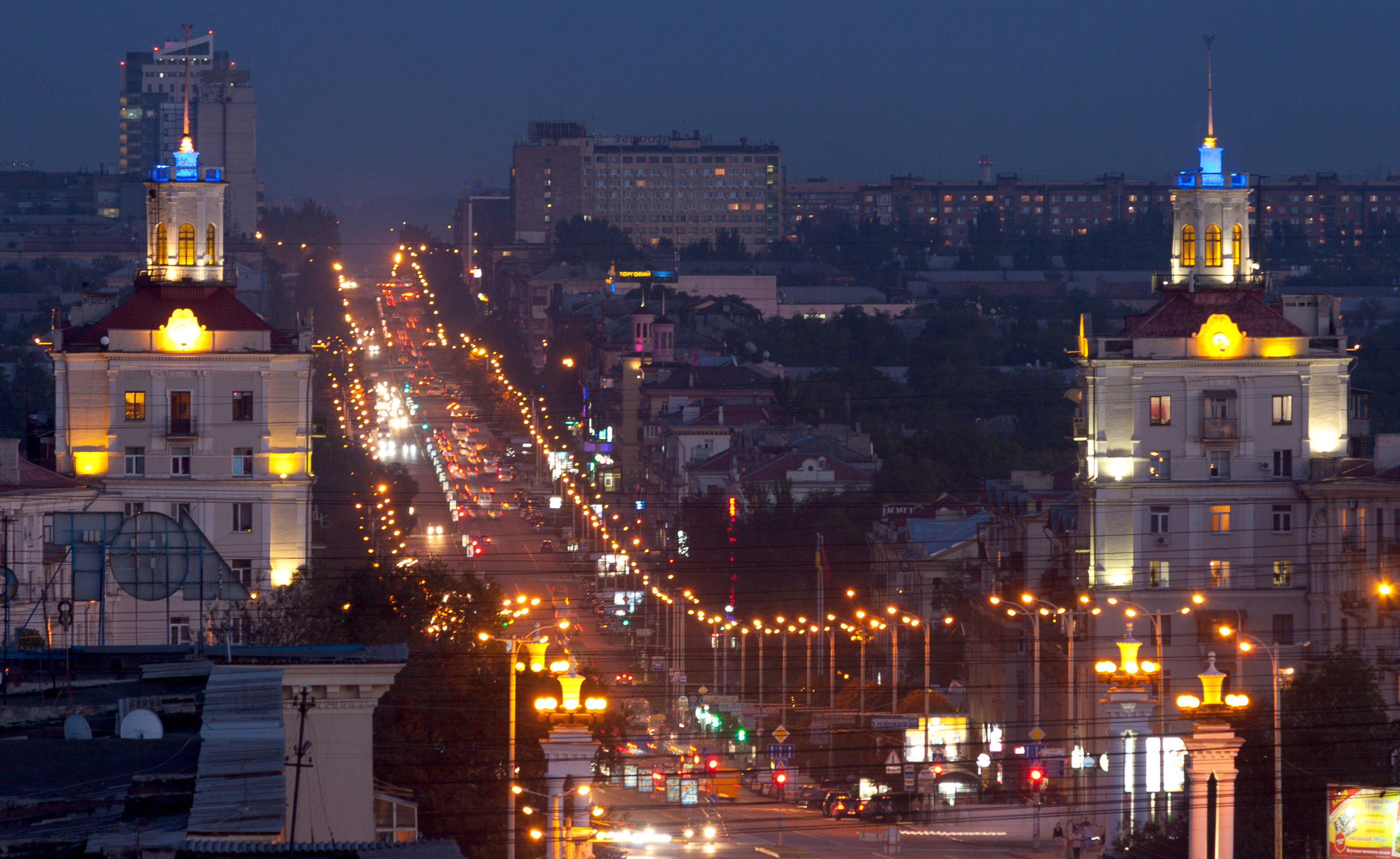
Sobornyj-Prospekt bei Nacht

Der Sobornyj-Prospekt wurde nach den Zerstörungen im Deutsch-Sowjetischen Krieg als Repräsentationsmagistrale zu Ehren des GOELRO-Plans und des DniproHES mit Bauten im Stil des Sozialistischen Klassizismus, vergleichbar mit der damaligen Stalinallee in Ost-Berlin, erbaut. Hier befindet sich die Staatliche Ingenieur-Hochschule Saporischschja.

## Straßenverlauf
Der Sobornyj-Prospekt beginnt am früheren Leninplatz, auf dem bis zum Jahresbeginn 2016  das Lenindenkmal stand. Zu sehen ist dort auch das Dneprufer mit der Staumauer des DniproHES. Von dort verläuft die Straße durch die Innenstadt von Saporischschja in südöstliche Richtung parallel mit dem Dnepr über auf eine Länge von 10,8 Kilometer und durch vier Stadtrajone bis zum Bahnhof Saporischschja 1. Zwischen Leninplatz und der ersten Straßenkreuzung ist der Prospekt Teil der Fernstraße N 08.